# Armin Hegelheimer
Armin Franz Hermann Hegelheimer (* 6. September 1937 in Berlin) ist ein deutscher Bildungsökonom.

## Leben
Der Sohn von Albert und Maria (Rabis) Hegelheimer bestand das Abitur 1957, das Diplom in Nationalökonomie an der FU Berlin 1962, promovierte zum Dr. rer. pol. am 11. Juli 1968 und legte die Habilitation 1970 ab. Von 1965 bis 1969 war er wissenschaftlicher Mitarbeiter am Max-Planck-Institut für Bildungsforschung und von 1971 bis 1974 Professor für Bildungsökonomie an der TU Berlin. Von 1974 bis 2002 lehrte er Bildungsplanung und Bildungsökonomie an der Universität Bielefeld. Er war Berater in mehreren Bildungsgremien der Bundesregierung zur Berufsbildung.
Er benutzte bereits 1978 den Begriff Abstiegsgesellschaft für Akademiker in nichtadäquaten Berufen, den 2016 der Soziologe Oliver Nachtwey in einem Buch breit entwickelte. Damit sprach er sich gegen eine Überakademisierung aus.

## Schriften (Auswahl)
- Wirtschaftslenkung und Preisintervention. Ziele und Probleme in einer gelenkten Wirtschaft, dargestellt am Beispiel der deutschen Wirtschaftslenkung und der französischen Planification. Berlin 1969, OCLC 917284506.
- Bildungs- und Arbeitskräfteplanung. München 1970, OCLC 477953542.
- mit Gernot Weißhuhn: Wachstumsorientierte Projektionen des Bildungs- und Beschäftigungssystems. Methodenstudie zur Ermittlung von Arbeitsmarkt- und Ausbildungsstrukturen. Berlin 1971, ISBN 3-428-02545-8.
- Berufsausbildung in Deutschland. Ein Struktur-, System- und Reformvergleich der Berufsausbildung in der Bundesrepublik und der DDR. Frankfurt am Main 1973, ISBN 3-434-00190-5.
- Wider die kranke Reform: Ordnungspolitik für Bildungswesen und Arbeitsmarkt. [Nachdr. der Ausg.] Zürich 1977 Auflage. Nr. 86. Repro Pfeffer, Niedernberg 1991, ISBN 978-3-7201-5086-6.
- Die Realschule im Bildungs- und Beschäftigungssystem (= Neue Reihe Paedagogik). Schoeningh, Paderborn etc. 1980, ISBN 978-3-506-76152-1.
- Gleichwertigkeit von allgemeiner und beruflicher Bildung[3]. Bad Honnef: Bock 1986, ISBN 9783870666286.